# Автоматизированная система перевозки пассажиров

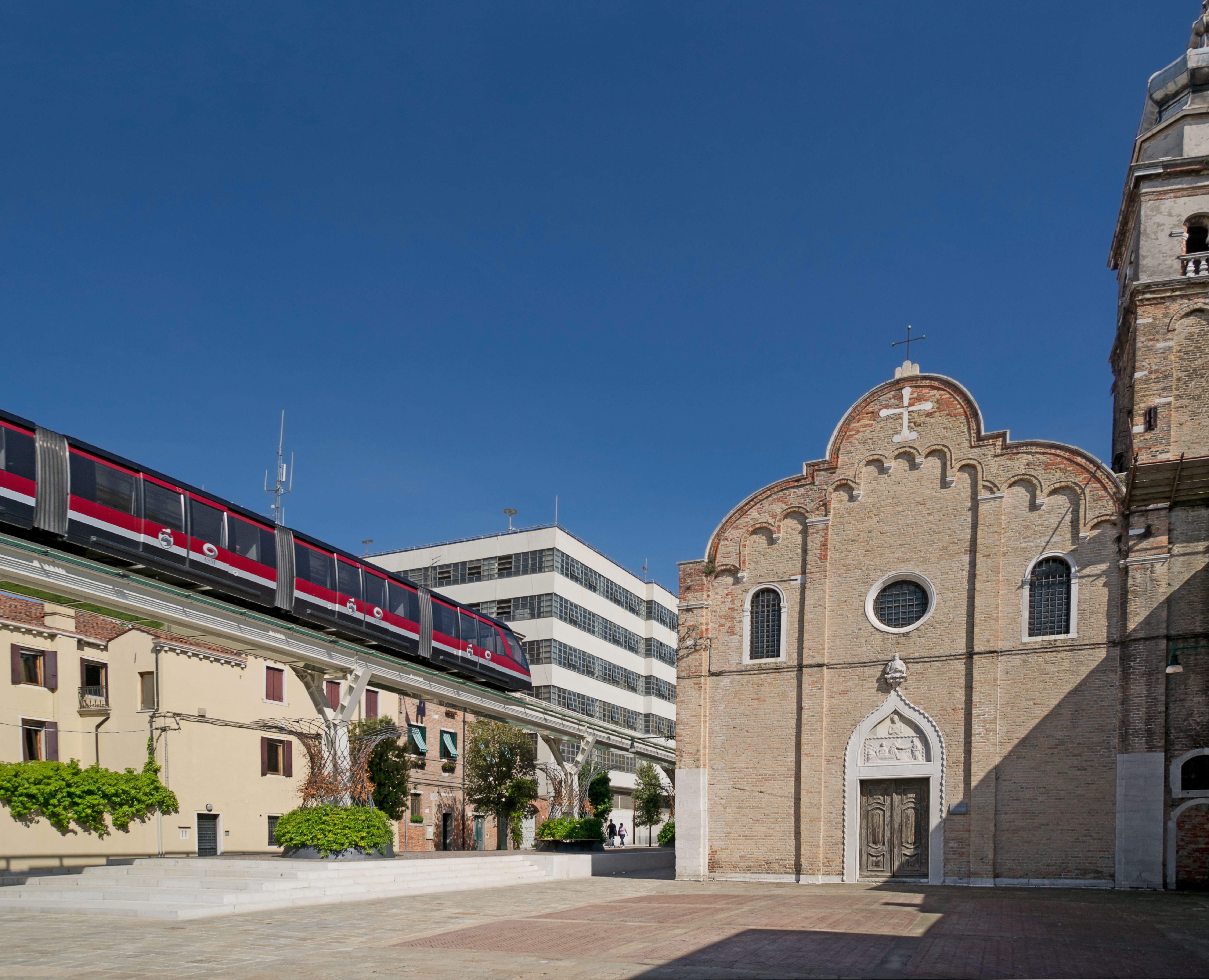
Пиплмувер Венеции

Автоматизированная система перевозки пассажиров (АСПП) (англ. automated guideway transit, AGT) — транспортная система, в которой автоматические средства передвижения (без участия водителя) функционируют по фиксированным направляющим путям (например, по рельсам) выделенным исключительно для их движения.
АСПП, предназначенные для перевозки на сравнительно короткие расстояния, относят к скоростным транспортным средствам для групп пассажиров (англ. group rapid transit system, GRT). В таких системах обычно используются одиночные или спаренные средства передвижения средней вместимости, зачастую на шинном ходу и электрической тяге. В иностранной литературе для такого типа транспортных систем используется также термин «автоматический пиплмувер» (англ. automated people mover) или просто «пиплмувер» (англ. people mover).
АСПП достаточно часто применяются в аэропортах. В России единственная действующая система такого типа применяется в межтерминальном переходе аэропорта Шереметьево.
Одна из крупнейший систем АСПП расположена в Сингапуре. Его лёгкий метрополитен состоит из 3 линий пиплмувера общей протяжённостью 28,6 км. С другой стороны, линия пиплмувера Венеции относительно небольшая: она имеет длину 870 метров и 3 станции.